# In the Zone
 (septembre 2018).
Albums de Britney Spears
Britney
(2001) Greatest Hits: My Prerogative
(2004)
Singles
1. Me Against the Music
Sortie : 20 octobre 2003
2. Toxic
Sortie : 12 janvier 2004
3. Everytime
Sortie : 17 mai 2004
4. Outrageous
Sortie : 13 juillet 2004

In the Zone est le quatrième album studio de chanteuse américaine Britney Spears, sorti le 16 novembre 2003. L'album et ses clips vidéos sont largement considérée par les critiques comme la fin de sa transition de la pop star adolescente à une artiste féminine plus adulte. En 2009, Amy Schriefer de la radio NPR cote In The Zone comme l'un des 50 albums les plus importants de la décennie, le qualifiant « d'amorce du son pop des années 2000 ». Afin de promouvoir In The Zone, Britney Spears effectue des performances de ses chansons dans un certain nombre de shows télévisés et a également lancé sur une tournée mondiale, The Onyx Hotel Tour. Cet album s'est vendu à 7 millions d'exemplaires depuis sa sortie.

## Genèse
Après la fin de sa tournée, le Dream Within a Dream Tour en juillet 2002 et sa rupture avec Justin Timberlake, Britney Spears annonce qu'elle prend une pause de six mois dans sa carrière. Elle commence à travailler sur l'album en novembre 2002, avec des producteurs tels que Bloodshy & Avant, R. Kelly, Christopher Stewart, Moby, Guy Sigsworth et The Matrix. Musicalement, In The Zone est un album orienté dance qui incorpore des éléments de divers genres, tels que la house, trip hop et hip-hop. Il dispose d'une instrumentation de guitares, batterie, synthétiseurs, des cordes et d'instruments orientaux.
Britney Spears a commencé à écrire des chansons pour In The Zone alors qu'elle était en tournée mondiale, alors qu'elle ne savait pas encore quelle direction prendrait son futur opus. Elle a commencé à expérimenter avec différents producteurs, en essayant de trouver ceux qui elle avait une alchimie. La première chanson enregistrée fut Touch Of My Hand, qui selon la chanteuse annonce l'ambiance de l'album. Elle a coécrit plusieurs titres, et souvent changé les paroles à sa guise. Britney Spears a déclaré qu'elle était une auteur-compositeur autobiographique, mais pas au point de se sentir auto-exploitée dans ses chansons. Elle a également expliqué que la nature sexuelle de In the Zone était subconsciente et qu'elle est arrivée naturellement au cours du processus de développement de l'album. Les thèmes principaux des chansons sont, l'amour, la danse, l'autonomisation, et dans le cas des chansons comme Touch Of My Hand, le sexe et la masturbation.

## Réception
À sa sortie, In The Zone a reçu des critiques mitigées. Certains ont apprécié l'album, en le prenant comme un disque pop fort et confiant, tout en complimentant le mélange de différents styles musicaux et les compétences de Britney Spears en tant que compositeur. D'autres cependant, critiquent ce qu'ils perçoivent comme des vocales lointains et retouchés. Commercialement, In The Zone est devenu un succès international, il fait ses débuts au sommet des charts en France et aux États-Unis et culmine dans le top dix de onze pays. Aux États-Unis, Britney Spears est devenue la première artiste féminine à avoir classé un de ses albums numéro un durant quatre années consécutives. In The Zone est devenu le huitième album le plus vendu de 2003.

## Singles
Quatre singles ont été extraits de l'album. Me Against the Music, Toxic et Everytime sont devenus des succès internationaux, tous ont été numéro un en Australie et ont été top cinq dans le monde. Outrageous fut le dernier single de l'album, la réalisation d'un clip avec la participation du chanteur Snoop Dogg avait débuté mais un accident survenu lors du tournage blessa Britney Spears au genou ce qui avorta la sortie du clip mais aussi la fin de la tournée mondiale de la chanteuse.

## Liste des pistes
| 1.  | Me Against the Music (featuring Madonna)                                   | Britney Spears, Madonna, Stewart, Nikhereanye, Magnet, Nash, O'Brien | Christopher "Tricky" Stewart & Penelope Magnet | 3:44 |
| 2.  | (I Got That) Boom Boom (featuring The Ying Yang Twins)                     | Hamilton, Royal, Hamilton, Holmes, Jackson                           | Roy Hamilton                                   | 4:51 |
| 3.  | Showdown                                                                   | Britney Spears, Dennis, Karlsson, Winnberg, Jonback                  | Bloodshy & Avant                               | 3:17 |
| 4.  | Breathe on Me                                                              | Lee, Anderson, Greene                                                | Mark "Metro" Taylor                            | 3:43 |
| 5.  | Early Mornin                                                               | Britney Spears, Moby, Stewart, Magnet                                | Moby                                           | 3:45 |
| 6.  | Toxic                                                                      | Dennis, Karlsson, Winnberg, Jonback                                  | Bloodshy & Avant                               | 3:21 |
| 7.  | Outrageous                                                                 | R. Kelly                                                             | R. Kelly                                       | 3:21 |
| 8.  | Touch of My Hand                                                           | Jimmy Harry & Shep Soloman                                           | Britney Spears, Harry, Muhammad, Soloman       | 4:19 |
| 9.  | The Hook Up                                                                | Britney Spears, Stewart, Nikhereanye, Magnet                         | Christopher "Tricky" Stewart & Penelope Magnet | 3:54 |
| 10. | Shadow                                                                     | Britney Spears, Christy, Spock, Edwards, Charlie Midnight            | The Matrix                                     | 3:45 |
| 11. | Brave New Girl'                                                            | Britney Spears, Brian Kierulf, Joshua M Schwartz, Kara Dioguardi     | Kierulf & Schwartz                             | 3:30 |
| 12. | Everytime                                                                  | Britney Spears, Stamatelatos                                         | Guy Sigsworth                                  | 3:53 |
| 13. | Me Against the Music ((Rishi Rich's Desi Kulcha Remix) (featuring Madonna) | Britney Spears, Madonna, Stewart, Nikhereanye, Magnet, Nash, O'Brien | Christopher "Tricky" Stewart & Penelope Magnet | 4:33 |

| 14. | The Answer ((édition latino-américaine, européenne et australienne)) | Sean Combs, Ryan Leslie           | Diddy, Ryan Leslie | 3:54 |
| 15. | Don't Hang Up ((édition anglaise, australienne et japonaise))        | Britney Spears, Kierulf, Schwartz | Brian & Josh       | 4:02 |

## Classements hebdomadaires
| Classement (2003-2004)             | Meilleure place |
| ---------------------------------- | --------------- |
| Allemagne (Media Control AG)       | 2               |
| Australie (ARIA)                   | 10              |
| Autriche (Ö3 Austria Top 40)       | 10              |
| Belgique (Flandre Ultratop)        | 7               |
| Belgique (Wallonie Ultratop)       | 5               |
| Canada (Canadian Albums Chart)     | 2               |
| Danemark (Tracklisten)             | 8               |
| Écosse (OCC)                       | 12              |
| États-Unis (Billboard 200)         | 1               |
| Finlande (Suomen virallinen lista) | 15              |
| France (SNEP)                      | 1               |
| Irlande (IRMA)                     | 4               |
| Italie (FIMI)                      | 16              |
| Norvège (VG-lista)                 | 11              |
| Nouvelle-Zélande (RIANZ)           | 25              |
| Pays-Bas (Mega Album Top 100)      | 9               |
| Portugal (AFP)                     | 11              |
| Royaume-Uni (UK Albums Chart)      | 13              |
| Suède (Sverigetopplistan)          | 8               |
| Suisse (Schweizer Hitparade)       | 6               |

## Certifications
| Pays              | Certification | Unités certifiées |
| ----------------- | ------------- | ----------------- |
| États-Unis (RIAA) | 3 × Platine   | 3 000 000         |
| France (SNEP)     | 2 × Or        | 200 000           |